# 途中下車

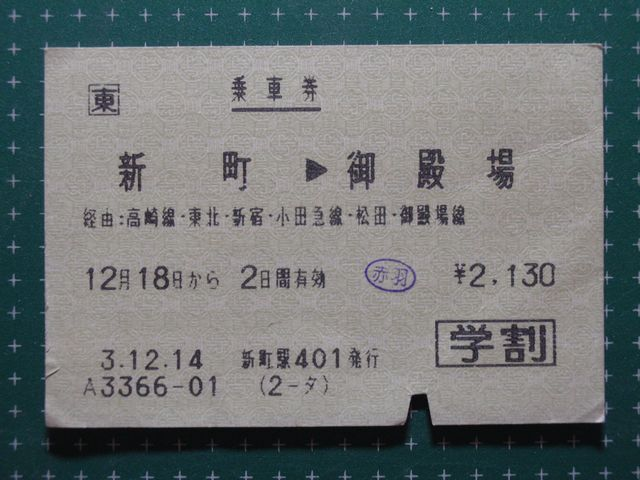
金額の左側にある駅名印が途中下車印である

途中下車（とちゅうげしゃ）とは、乗車券の券面に表示された発着区間内の途中駅で前途区間が有効のまま下車して出場すること。

## 鉄道
「下車」という言葉自体は一般に、単に列車から降りることを意味するが、鉄道用語としての「下車」の意味は下車したうえで改札を受けて出場するまでを含める。すなわち、乗り換え等のために単に列車からホームに降りる場合は基本的に下車に当たらない。なお本項では区別のために、単に列車から降りる意味の言葉は「降車」を用いることとする。
「下車」には、出場のため改札を受けることが要素となっているため、駅によって下車が成立する時点が異なる。以下、大まかな例を挙げる。
有人改札や自動改札機による改札を受ける場合
その改札を受けて出場する時点で下車となる。
無人駅で車掌により改札が行われる場合
改札を受けた後、列車からホームに降車した時点で下車となる。
鉄道運輸規程第13条は、「乗車券ハ其ノ通用区間中何レノ部分ニ付イテモ其ノ効力ヲ有ス但シ特種ノ乗車券又ハ列車ニ付鉄道ガ別段ノ定ヲ為シタルトキハ此ノ限ニ在ラズ」と定め、権利の分割行使を認めている。そして但し書きとして、鉄道事業者が「別段ノ定」をすることで、分割行使の制限を認めている。それを受けて、鉄道事業者は原則として途中下車を認め、そして「別段ノ定」として途中下車を認めない場合についてはその旨を規則等に明記することが求められている。実際に、ほとんどの鉄道事業者は途中下車に関わる条文を規則等に記述している。以下に、途中下車にかかわる規則の条文の例を挙げる。
- 原則として途中下車を認める鉄道事業者の条文

条文において、途中下車ができる旨（鉄道運輸規程の原則に沿う旨）を記述し、但し書きにて途中下車ができない場合（鉄道運輸規程における「別段ノ定」）を記述する形式となっている。
- 原則として途中下車を認めない鉄道事業者の条文

条文において、鉄道運輸規程における「別段ノ定」にあたる方の途中下車が原則できない旨を記述し、但し書きにて例外（定期乗車券を使用する場合）を記述することで「別段ノ定」から除外し、その場合は途中下車ができることを示している。
使用する乗車券の区間内に途中下車が可能な駅があるかどうかは前述の例のように鉄道事業者や乗車券によって異なる。途中下車できない駅で下車した場合、乗車券は前途無効となり回収される。この場合は「途中駅での下車」ではあっても、運送約款（旅客営業規則など）に定められた「途中下車」ではない。
遠距離逓減制を採用している鉄道事業者では、乗車区間ごとに分けて乗車券を購入するのではなく、最終目的地までの乗車券を購入して、途中下車制度を利用したほうが安価になるケースがほとんどであるが、一部例外もある。
なお、日本以外の国や地域では、乗車する列車を指定してその列車のみ有効の乗車券を発行するなど、このような制度が存在しない例も多い。
また、運送約款上の用語のほかに、俗語として、使用する乗車券の種類を問わず、旅行中に途中の駅に降りる行為にも用いられる。

### 国鉄・JRの途中下車

#### 規則

##### 原則
JRでは、旅規第156条において、途中下車について以下のように定めている。
すなわち、JRにおいては原則として途中下車を認め、例外的に途中下車ができない場合を各号にて駅単位で定めている。
途中下車が認められる場合であれば、乗車券に示された経路内であれば逆戻り（復乗）をしない限り経路内の任意の駅で何度でも途中下車できる。また必ずしも途中下車した駅に戻る必要はなく、逆戻りにならなければ途中下車した駅より先の駅で乗車してそこから旅行を再開することも可能である。
以下に、旅規第156条各号に定められている途中下車ができない駅および、その他途中下車が認められないケースを記す。

##### 途中下車ができない場合
旅規第156条各号に規定されている途中下車ができない駅
1. 全区間の営業キロが片道100キロメートルまでの区間の普通乗車券を使用する場合、その区間内の駅（ただし、列車等の接続駅で、接続関係等の理由により、旅客が下車を希望する場合で、JRが指定した駅に下車するときを除く）
2. 大都市近郊区間（東京・大阪・福岡・新潟・仙台近郊区間）内の駅相互発着の普通乗車券を使用する場合、その区間内の駅
3. 特定都区市内・東京山手線内発着の乗車券で、券面に表示された特定都区市内又は東京山手線内にある駅
4. 回数乗車券を使用する場合、その区間内の駅
5. JRが特に途中下車できる駅を指定した場合は、その指定した駅以外の駅

ただし、以上に該当する場合でも連絡普通乗車券を使用する場合、他社線との接続駅（連絡接続駅）では途中下車が可能である（旅客連絡運輸規則第76条）。
JRの乗車券は使用開始後に有効期限が過ぎても券面に示された目的地の駅まで使用することができるが（「継続乗車」という）、有効期限が過ぎたものは途中下車できない（旅規第155条）。
振替輸送中の場合は、本来の乗車予定経路などから外れるなどの理由で途中下車の概念は成立しない。乗車変更として扱われる。
また、特別企画乗車券では、フリー乗車券の乗降自由なエリアを除き、途中下車が禁止あるいは指定駅のみに制約されているものが多い。途中下車が不可能な駅で下車した場合は、前途を放棄したものとして乗車券が前途無効となり回収されるか、乗車券の使用が認められず、改めて正規の運賃・料金を支払うかのどちらかである。
エクスプレス予約（e特急券は区間ごとの購入は可能）や新幹線eチケットなどで予約購入した乗車券は途中下車できない。
これらの途中下車を認めない駅で下車した場合は、原則として、乗車券を前途無効として回収すると定めている（旅規第165条）。ただし、旅規第157条3項、同第160条3項、旅客営業取扱基準規程第148条第2項などで、券面経路を迂回乗車中の場合にその途中駅で下車したときは、「区間変更」として取り扱うことが定められている。また、特定都区市内・東京山手線内発の乗車券を使用し、出発地と同じ特定都区市内・東京山手線内の別の駅で下車した場合（前述の旅規第156条第3号に該当する場合）、出発駅からその下車した駅までの運賃を別に支払えば乗車券は無効にならず回収されない（旅規第166条）。
特急券やグリーン券といった料金券は基本的に一列車限り有効で、新幹線や首都圏の普通列車のグリーン車など複数列車を乗り継げる特例が存在する場合でも出場すると前途無効となるため、料金券については途中下車の概念は成立しない。ただし、普通列車の座席指定券にあっては、旅規内に途中下車禁止を示唆する文言はなく、長時間停車中に途中下車をして再び同一列車に戻って乗車を続けることが可能である。

##### 特別下車

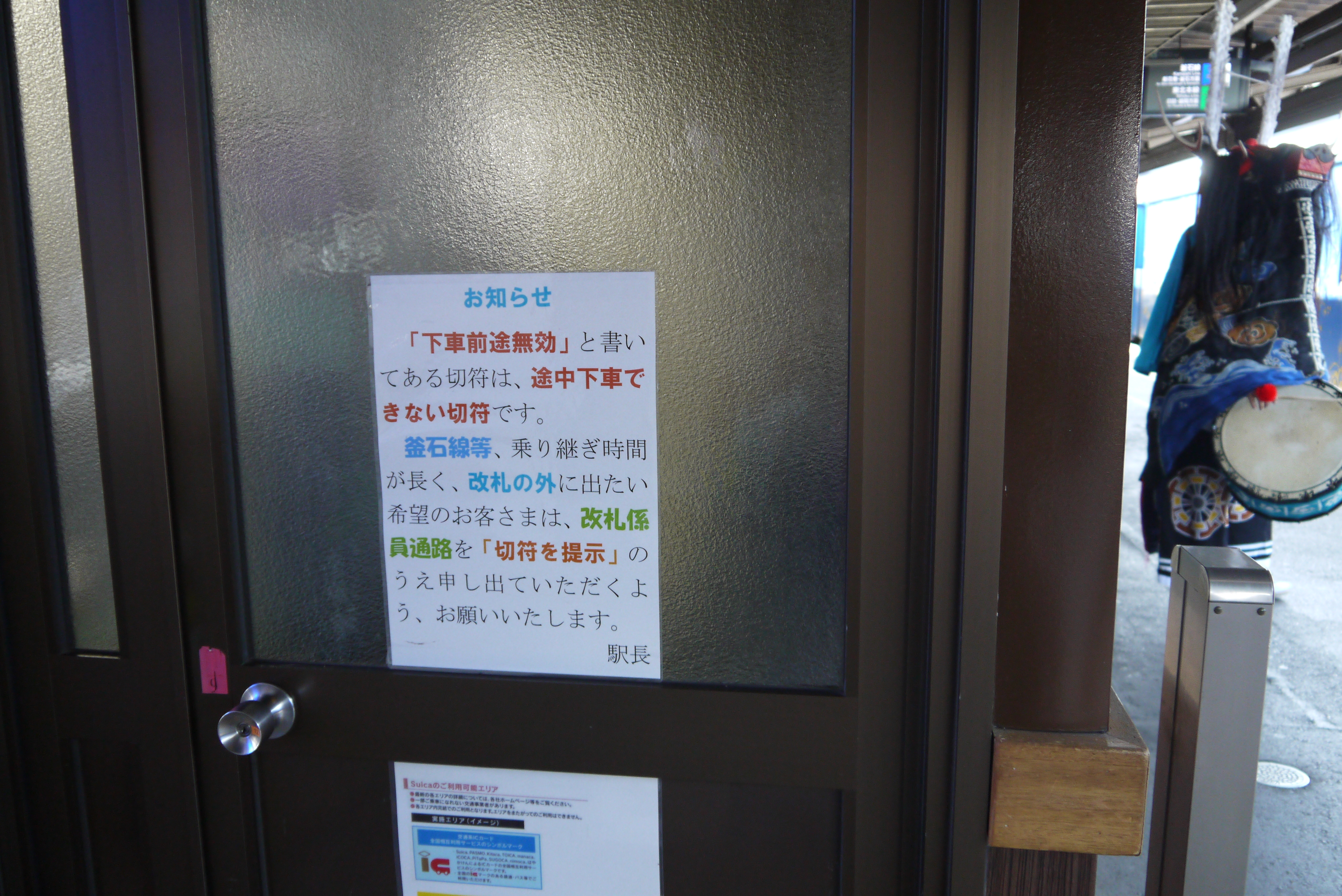
花巻駅の改札口にある掲示。下車前途無効の乗車券でも、接続時間が長い場合は、改札外に出場すること（特別下車）を認めている。

途中下車の規則にかかわらず、旅程第145条および同条第2項（接続駅等で一時出場させる場合の取扱方）で規定される「途中下車に準じた」扱い、すなわち前途区間を無効としないまま下車を認められる場合がある。これを「特別下車」と称する。
特別下車の際に特別下車印が押されることがあるが、自駅名を表示した1cm四方の正四角形のものが使用され、途中下車印とは異なるものとなる。また特別下車した旅客は、途中下車をした旅客としては扱われない。
特別下車できるのは、次のいずれかの場合である。第2項、第3項は特に太字の条件を満たす必要がある。
1. 接続駅で駅の設備、接続関係等による場合（おもに下車前途無効の乗車券の場合）
2. 大阪市内発着の乗車券で、北新地駅と大阪駅を乗り継ぐ場合は、北新地駅又は大阪駅で下車できる（下車した当日中に再入場する場合に限る）
3. 神戸市内発着の乗車券で、在来線と新幹線を乗り継ぐ場合は、三ノ宮駅、元町駅、神戸駅、新長田駅又は 新神戸駅の各駅で下車できる（下車した当日中に再入場する場合に限る）
4. 全区間の営業キロが片道100 kmまでの区間の普通乗車券又は普通回数乗車券[注 13]を使用する旅客が、選択乗車制度を利用して乗車券の有効区間内（発駅または着駅となる場合を含まない）にある以下のいずれかの駅間を乗り継ぐ場合[6]

富士駅から新富士駅、新富士駅から富士駅、岐阜駅から岐阜羽島駅、岐阜羽島駅から岐阜駅
第1項については、途中下車ができない乗車券や駅（区間外乗車における区間外の駅など）であっても乗り継ぎ駅で待ち時間が長い場合などは、係員に申し出ることにより特別下車（一時出場）が認められることがある。また列車別改札やバス代行による出場など、鉄道側の都合による場合も同様である。さらに駅の構造上、改札を出ないと乗り継げない場合の乗り換えによる出場は、特別下車である。以下に該当駅を記す。
北海道旅客鉄道（JR北海道）
帯広駅
東日本旅客鉄道（JR東日本）
浦佐駅、燕三条駅、佐久平駅、飯山駅、古川駅、新花巻駅、八戸駅、浜川崎駅
東海旅客鉄道（JR東海）
三河安城駅
西日本旅客鉄道（JR西日本）
糸魚川駅、富山駅、新高岡駅
九州旅客鉄道（JR九州）
新鳥栖駅、筑後船小屋駅、新八代駅、武雄温泉駅、新大村駅
かつては以下の駅も該当していたが、諸理由により消滅している。
大畠駅 - 1976年に大島連絡船の廃止により消滅。
尼崎駅 - 1981年に福知山線尼崎港支線廃止により消滅。
仁方駅、堀江駅 - 1982年に仁堀連絡船の廃止により消滅。
宇美駅 - 1985年に勝田線廃止により消滅。
石巻駅 - 1990年に駅舎統合により消滅。
宮島口駅 - 2009年4月1日に宮島航路の子会社化により消滅。
武蔵小杉駅 - 2011年6月25日に連絡通路の完成により消滅。
宮崎駅 - 2020年3月19日にホーム別に設置されていた改札口を統合したため消滅。
折尾駅 - 2022年3月12日に鹿児島本線 - 筑豊本線直通列車用の鷹見口廃止により消滅。

#### IC乗車券等の扱い
SuicaなどのIC乗車券でSFを利用して乗車する場合は、途中下車を認めていない（IC定期乗車券の券面区間内を除く）。IC乗車券でJR東日本管内の新幹線に乗車できるサービスである「タッチでGo!新幹線」に関しても、同様に途中下車を認めていない。かつて利用可能であったイオカード等の磁気式ストアードフェアシステム乗車券でも、同様に途中下車はできなかった。

#### 運用
2021年現在、ほとんどの場合自動改札機でも途中下車の対応が可能となっている。

#### 変遷
国鉄において初めて途中下車が認められたのは1889年（明治22年）7月、東海道本線の全通に際してである。50マイル（80キロ）以上の乗車券を所持する旅客は、途中駅で自由に下車して再度乗車することを認めた。当時は列車の速度が遅いことや、車内の設備が貧弱でもあったため、夜に主要駅で下車して宿に宿泊し、翌朝出発する旅行形態が多かったらしい。その後1890年（明治23年）11月途中下車を制度化し、指定駅のみで途中下車できる制度に改めた。当初、全国で17駅を指定しその後拡大した。1916年（大正5年）5月には、指定駅制度を改め、乗車距離に応じて途中下車できる回数を2回から5回までに制限する方式を採用した。この回数制限は1932年（昭和7年）8月に撤廃され、今日に至っている。回数制限の撤廃当時は、東京と大阪の電車区間（現行の大都市近郊区間の前身）相互発着の乗車券以外は距離の制限なく途中下車が可能であった。しかし、戦後の1958年（昭和33年）10月1日に21キロ以上の制限が加えられ、1966年3月5日の運賃改定にあわせて31キロ以上に、1969年11月に51キロ以上と段階的に制限が引き上げられた後、1980年4月の運賃改定時に101キロ以上になった。
民営化後は途中下車の制度自体に関する変更はないものの、前述のように乗車区間の営業キロにかかわらず大都市近郊区間内のみを経由する乗車券での途中下車はできないため、東京・大阪近郊区間の拡大、新潟・仙台近郊区間の導入により、営業キロ101キロ以上でも大都市近郊区間に含まれるようになり途中下車できなくなった区間もある。これにより、東京都区内からいわき駅、松本駅のように、最短経路の営業キロが200キロを超える区間でも途中下車ができない事例が出ている。

### JR以外の鉄道事業者の途中下車
私鉄・公営などのJR以外の鉄道事業者では、普通乗車券での途中下車を認めていない事業者が多い。途中下車を認めている場合、JRと同様に一定の距離以上の乗車券について途中下車を認めている事業者と、指定された駅でのみ途中下車を認めている事業者がある。また、私鉄では、途中下車を認めていても、乗車駅からの運賃が券面に示された運賃と同一となる駅では途中下車できない事業者が多い。
国鉄やJRから移管された第三セクター鉄道には、自社の営業キロが100kmを超えると途中下車を可能とする（した）事業者が複数存在する。ただし、
当初から100kmを超えていた肥薩おれんじ鉄道や、2019年3月23日に通過連絡を挟まない自社の営業キロが100kmを超えた三陸鉄道は、いずれも普通乗車券の途中下車は認めていない（三陸鉄道は専用の企画乗車券を、期間・区間限定で販売。肥薩おれんじ鉄道も移管当初は同種の企画乗車券が存在したがその後廃止）。

#### 現在も実施している事業者

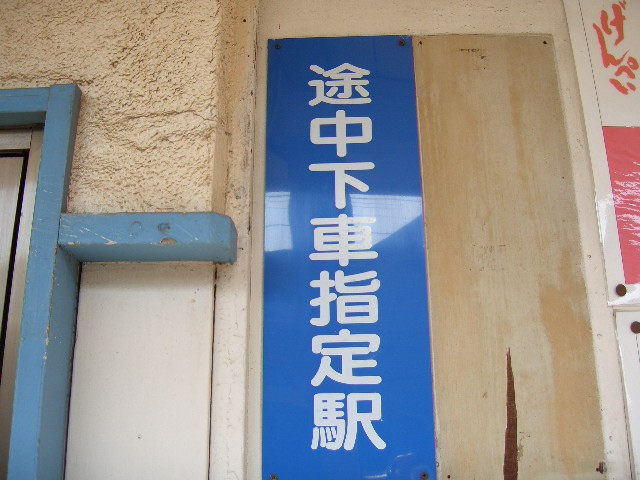
高松琴平電気鉄道の「途中下車指定駅」表示（琴電屋島駅にて）

※当該事業者の路線内発着の乗車券で可能な事業者のみを記載。連絡乗車券のみ可能な事業者については後述。
西日本鉄道
大手私鉄の鉄道線として2021年現在も一般的な形で途中下車制度が残存しているのは西鉄が唯一である。
17キロメートルを超え、かつ乗車券の運賃と同一運賃の駅でない場合は途中下車できる。ただし自動改札機を利用しての途中下車はできない。途中下車をする場合は有人通路にて窓口の係員にその旨を伝え、乗車券に途中下車印を受ける。
乗車カード（nimoca・相互利用のICカード）で入場した場合、途中下車は適用されない。カードを使って引き換えた乗車券は現金で購入した乗車券と同様に途中下車が適用される。
近畿日本鉄道 （鋼索線）
生駒鋼索線の宝山寺駅のみ、途中下車ができる。
南海電気鉄道
2020年7月20日から高野線および鋼索線の極楽橋駅のみ普通乗車券、回数乗車券、団体乗車券、企画乗車券での途中下車ができる。
青い森鉄道
営業キロが100kmを超える普通乗車券で途中下車が可能である。この取り扱いは営業距離が100kmを超えた2010年12月4日より適用された。
会津鉄道
湯野上温泉駅および塔のへつり駅でのみ、特例として途中下車が認められている。
野岩鉄道経由東武鉄道との3社連絡の乗車券で営業キロが100kmを超える場合、東武鉄道・野岩鉄道含めて乗車駅から同一運賃駅を除き全駅で途中下車が可能になる。

わたらせ渓谷鐵道
普通乗車券に限り、水沼駅および神戸駅でのみ途中下車できる。
大山観光電鉄
普通乗車券で途中駅である大山寺駅で途中下車が可能である。
あいの風とやま鉄道
営業キロが101km以上の普通乗車券で途中下車が可能である。ICOCAおよび相互利用IC乗車券では適用されない。

比叡山鉄道
途中駅であるほうらい丘駅ともたて山駅どちらにも途中下車が可能である。
一畑電車
雲州平田駅と一畑口駅に限り、途中下車が認められている。
高松琴平電気鉄道

指定した駅（後述）で、その駅が乗車券の運賃と同一運賃でない場合は途中下車できる。なお、ICカード乗車券IruCa（および片利用の相互IC）では途中下車は適用されない。以下に、途中下車可能な駅を記す。この中には無人駅も含まれる。
- 琴平線
片原町駅、瓦町駅、栗林公園駅、三条駅、太田駅、仏生山駅、一宮駅、岡本駅、滝宮駅、岡田駅
- 長尾線
花園駅、木太東口駅、高田駅、平木駅、学園通り駅
- 志度線
今橋駅、潟元駅、琴電屋島駅、八栗駅、大町駅

島原鉄道
区間や回数の制限なく途中下車が可能である。

#### かつて実施していた事業者

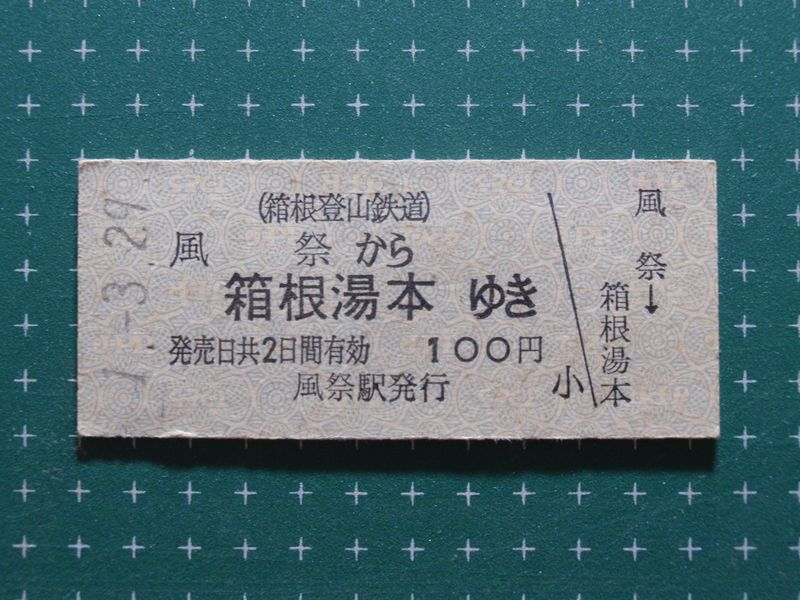
箱根登山鉄道の乗車券。区間にかかわらず2日間有効で途中下車可能だった

京成電鉄
1991年頃まで京成成田駅に限り途中下車が可能であった。
名古屋鉄道
1970年1月16日に廃止されるまで途中下車が可能であった。なお、国鉄（後のJR）線連絡の100km以上の乗車券はその後も途中下車可能であった。
近畿日本鉄道 （鉄道線）
JスルーカードおよびスルッとKANSAIの導入に伴い、2001年2月1日に途中下車制度を廃止した。途中下車制度の廃止と同時に、片道券の有効期間は運賃額にかかわらず1日間に改められた。
廃止直前は、有効期間が2日間の乗車券では経路上の任意の駅で、1日間の乗車券は指定駅で、途中下車が可能であった。ただし、最終下車駅までの運賃と同額の運賃の駅では途中下車できず、その駅で乗車券は回収された。
京阪電気鉄道
以前、指定した駅での途中下車を認める制度があったが、回数券の磁気化に伴い1995年11月に廃止された。
阪急電鉄
1970年代後半まで宝塚駅に限り途中下車を認めていた。
箱根登山鉄道（現：小田急箱根、鉄道線・鋼索線）

長らく温泉めぐりの客の便を考慮して片道乗車券でも2日間有効とし途中下車可能だったが、2002年4月より規則を変更し、片道は当日のみ有効で、途中の駅で下車した場合は前途無効となった。
なお、2022年に合併した箱根ロープウェイでは途中下車が可能となっている。
伊豆急行
片道の営業キロが24kmを超える普通乗車券では途中下車が可能であったが、2019年10月1日より前途無効となった（連絡乗車券では可能、後述）。
近江鉄道
区間等に制限なく途中下車が可能であったが、2015年4月より途中下車前途無効となった。
伊予鉄道
郊外線の松山市駅に限り途中下車が認められていた。途中下車をする場合は窓口の係員にその旨を伝え、乗車券に途中下車印を受けた。ICい〜カード利用の際も途中下車処理を受ける形で可能だった。2025年4月1日時点の旅客営業規則では、第75条で普通乗車券・団体乗車券について途中下車の扱いをしない旨が明記されている。

#### 途中下車の設定があった廃線事業者
北海道ちほく高原鉄道
2006年4月の路線廃止に至るまで、転換前のJR時代同様、100キロを超える乗車券で途中下車可能だった。

#### 連絡乗車券のみ可能な事例
JRなど他の事業者との連絡運輸をおこなっており、事業者間の営業キロ合計が101キロ以上となる連絡乗車券についてのみ、当該事業社内の駅で連絡接続駅以外でも原則として途中下車が可能になる（例：小田急電鉄・京王電鉄・京浜急行電鉄・東急電鉄・西武鉄道・伊豆急行・北越急行・えちごトキめき鉄道・IRいしかわ鉄道・しなの鉄道・ハピラインふくい）。また野岩鉄道と東武鉄道の事例は前記の会津鉄道を参照）。連絡運輸規則第76条第5号の規定により、なかには前記にかかわらず途中下車を不可とする事業者もあり、詳細は事業者ごとに確認が必要である。一例として、同条件のJR連絡乗車券があるアルピコ交通は、社線内駅については途中下車不可である。

#### 途中下車には当たらないが前途区間有効のまま下車ができる場合
JRと同様、一度改札を出ないと乗り換えができない駅で乗り換えのために出場が許される場合は、途中下車とはみなされない。以下にその例を示す。なお、東急電鉄の三軒茶屋駅における田園都市線と世田谷線、自社鉄道線と接続しているものの改札外乗り換えとなるケーブルカー（鋼索線）など、通しの普通乗車券を発売していない路線同士は除く。
東京地下鉄（東京メトロ）
上野駅、池袋駅、渋谷駅、三越前駅、飯田橋駅、<日比谷駅 - 有楽町駅>、<淡路町駅 - 新御茶ノ水駅>、<上野広小路駅 - 仲御徒町駅>、<人形町駅 - 水天宮前駅>、<築地駅 - 新富町駅>、<銀座駅 - 銀座一丁目駅>、<虎ノ門駅 - 虎ノ門ヒルズ駅>
- このほか、大手町駅および新宿三丁目駅では改札内乗り換えも可能だが、上記同様に改札外での乗り換えが認められている。

東京都交通局（都営地下鉄）
蔵前駅、<東日本橋駅 - 馬喰横山駅>
京成電鉄
京成高砂駅（京成本線⇔金町線）
東急電鉄
長津田駅（田園都市線⇔こどもの国線）
近畿日本鉄道
<田原本駅 - 西田原本駅>、<王寺駅 - 新王寺駅>
京阪電気鉄道
<石清水八幡宮駅 - ケーブル八幡宮口駅>（京阪本線⇔鋼索線） - 2020年6月1日以降は、特別補充券のみでの発行となっている。
大阪市高速電気軌道（Osaka Metro）
<東梅田駅 - 梅田駅 - 西梅田駅>
神戸市交通局（神戸市営地下鉄）
<三宮駅 - 三宮・花時計前駅>
福岡市交通局（福岡市地下鉄）
<天神駅 - 天神南駅>（2023年3月26日まで）
札幌市交通局（札幌市営地下鉄）
さっぽろ駅（南北線⇔東豊線）
ただし、これらの駅では自動改札やストアードフェアシステム、IC乗車券の普及に伴い、出場時間に時間制限が設けられていることが多い（制限時間は事業者により異なる）。制限時間を超過すると乗車券は前途無効となり、ストアードフェアシステムカード・IC乗車券はその駅で運賃計算が打ち切られる。東京メトロ一部駅では、IC乗車券のSF利用時は基本的に出場時に通常と同額の支払いがされ、制限時間内に再入場すると実質0円入場(最終目的地出場時の価格も割引)で紙切符と実質同等の待遇を受けられる。

#### 類似の制度
広島電鉄
市内線においては、ICカード乗車の場合に限り、降車後60分以内に同じ方向に再乗車する場合は運賃を引き去らない制度を2019年10月に開始しており、時間制限はあるものの事実上の途中下車制度と見ることもできる。

### 定期券による途中乗降
定期乗車券については、日本では一般的に区間内の途中乗降を認めている。世界的に見れば、「定期券は決められた区間を決められた目的で乗車するために運賃を割引いて発行するものであって、それ以外の目的で乗車する場合は、別途乗車券を購入する必要がある」という趣旨から、定期乗車券で途中乗降を認めない例もドイツ鉄道 (DB) などにある。日本において途中乗降を認めていなかった例としては、かつての名古屋市交通局（名古屋市営地下鉄）の通学定期乗車券がある。
地下鉄開業時の1957年に制定された名古屋市高速電車乗車料条例施行規程には、「指定した通用区間内における途中乗降は通学定期を除き、制限しないものとする」という条項が存在した。通学定期券については「途中乗降無効」という取扱をし、区間内の途中下車及び途中乗車を認めず、定期券による乗り越しは「別途乗車」扱いで乗車駅からの運賃を徴収していた。この規制は1973年4月1日に撤廃された。

## バス
かつての国鉄バスには、「途中下車取扱駅」が設定されており、普通乗車券ではその自動車駅に限って途中下車が認められていた。2022年時点では、ジェイアール東海バスの東名ハイウェイバスにおいて、「利用区間とバス便を指定する前提」で「当日限り」ではあるが、普通乗車券での途中下車が認められている。
オーストラリアのメトロタスマニアではバス料金にセクションごとの区間制が導入されている。そのためチケットでの最初の乗車時から90分以内であれば何回でも途中下車をすることができ再乗車可能となっている。